# Флеминг Ајланд (Флорида)
Флеминг Ајланд (енгл. Fleming Island) насељено је место без административног статуса у америчкој савезној држави Флорида.

## Демографија
По попису из 2010. године број становника је 27.126.
| Група             | 2000.    | 2010.          |
| Белци             | 0 (0,0%) | 22.232 (82,0%) |
| Афроамериканци    | 0 (0,0%) | 1.401 (5,2%)   |
| Азијати           | 0 (0,0%) | 1.122 (4,1%)   |
| Хиспаноамериканци | 0 (0,0%) | 1.742 (6,4%)   |
| Укупно            | 0        | 27.126         |